# Tsering Dolma
Tsering Dolma (1919. – 21. studenoga 1964.) osnivačica je neprofitne izbjegličke organizacije Tibetanska dječja sela i starija je sestra Tenzina Gyatsoa, koji je bio XIV. Dalaj lama. 

## Biografija
Tsering Dolma bila je najstarija kći poljoprivredne i trgovačke obitelji koja je živjela u zaseoku Taktser. Najstarija je sestra Tenzina Gyatsoa, a djelovala je kao primalja svojoj majci tijekom njegovog rođenja 1935., u dobi od 16 godina.
Udala se za Phunstock Tashi Takla, tibetanskog političara, 1937. te su se 1940. preselili u Lhasu. 1950. bila je dio izaslanstva Tibeta u Indiji, koje se sastalo s Jawaharlal Nehruom, a činila je i dio izaslanstva 1954. u Pekingu kako bi se sastala s Mao Zedongom i Nacionalnim narodnim kongresom.
Kao odgovor na Tibetanski ustanak 1959. godine, iz Tibeta je pobjegla u Indiju zajedno sa svojim bratom i drugim uglednim Tibetancima, uz podršku Centra za posebne aktivnosti Središnje obavještajne agencije.> 
U egzilu je osnovala Tibetanska dječja sela koja su pomagala u izgradnji i vođenju izbjegličkih kampova za djecu u Dharamshali. Tamo je ujedno radila s međunarodnim volonterima iz Međunarodne državne službe.
Tsering Dolma umrla je u Engleskoj 1964. godine.     